# Cryptus scapulatus
Cryptus scapulatus là một loài tò vò trong họ Ichneumonidae.